# موينتي كازيموتو
موينتي كازيموتو (بالإنجليزية: Mwinyi Kazimoto)‏ (25 ديسمبر 1988 بدودوما في تنزانيا - ) هو لاعب كرة قدم تنزاني في مركز الوسط. شارك مع منتخب تنزانيا لكرة القدم. أما مع النوادي، فقد لعب مع نادي المرخية ونادي سيمبا وJKT Ruvu Stars ‏.

## روابط خارجية
- موينتي كازيموتو على موقع قاعدة بيانات كرة القدم.إي يو (الإنجليزية)
- موينتي كازيموتو على موقع ناشيونال فوتبول تيمز (الإنجليزية)
- موينتي كازيموتو على موقع Soccerway.com (الإنجليزية)